# Серафим Дмитровски
Епископ Серафим (рођ. Николај Иванович Звездински; 7. [20] април 1883, Москва — 26. август 1937, Ишим) — епископ Руске православне цркве, епископ Дмитровски, викар Московске епархије.
Канонизован за светитеља Руске православне цркве 2000. године.

## Породица
Отац - Иван Гаврилович Бонефатијев, у почетку староверник-бесповоцев, затим се придружио Единоверију (правац у православној цркви који признаје моћ канонске јерархије, али се придржава старих, „пре-Никонских“ црквених ритуала), променио је презиме у Звездински. Постао је свештеник, служио је у Ржеву, затим у Москви, био је декан свих единоверских цркава. Имао је музичке способности и диван глас. Умро 1907. године.
Мајка - Евдокиа Василиевна Славскаиа, ћерка единоверског свештеника, умрла је када је њен син имао две године.

## Детињство и образовање
Од детињства је често присуствовао богослужењима. Отац га је научио да воли црквене службе, храм, певање и читање.
Завршио је црквену школу при Единоверској цркви 1895. године, богословско училиште (у Никољској улици у Москви) 1899. године, Московску богословију 1905. (један од најбољих ученика), Московску богословску академију са кандидатом богословије. дипломирао 1909. Чак је и на академији стекао славу као талентовани проповедник.

## Монаштво
Посебно је поштовао светог Серафима Саровског. Године 1902. тешко се разболео, али се опоравио после молитве пред ликом тада још не прослављеног старца Серафима. После канонизације, Николајев отац, свештеник Иван Гаврилович, написао је службу Светом Серафиму. 26. септембра 1908. године замонашен је са именом Серафим у част Серафима Саровског. 22. октобра 1908. године рукоположен је у чин јерођакона, а 8. јула 1909. године у јеромонаха.
Био је пријатељ епископа Арсенија (Жадановског), који је био игуман Саборног Чудовског манастира у Кремљу. Био је духовни син старца Зосимове испоснице јеромонаха Алексија (Соловјева).
Од 10. децембра 1909. – наставник црквене историје у Витанијској богословији.
Од 21. септембра 1912. – наставник хомилетике (проповеди) и сродних предмета у Московској богословији.
Од 10. јуна 1914. године – архимандрит. Од 14. јуна 1914. - помоћник игумана Чудовског манастира епископа Арсенија (Жадановског). Био је строг према себи и другима у поштовању правила монашког живота. На овој дужности је био до 1918. године, када је био приморан да напусти манастир.
Од августа 1914. до августа 1915. служио је као посматрач московских парохијских школа.
Године 1914. изабран је за председника друштва барјактара Саборног манастира Чудов.
Године 1918-1919 живео је са епископом Арсенијем у Серафим-Знаменском манастиру.
Године 1919. позвао га је у Москву патријарх Тихон на архијерејску хиротонију.

## Епископ
Патријарх Тихон га је 3. јануара 1920. хиротонисао за епископа дмитровског, викара Московске епархије. Током празничне вечере, митрополит Сергије (Страгородски), који је учествовао у освећењу, узео је своју супену кашику и приметио: „Саветујем, Владико, да се опскрбите кашиком, мораћете у затвор. Не заборавите овај предмет, тамо ће вам бити веома потребан." А патријарх Тихон је, опомињући епископа Серафима, рекао: „Иди апостолским путем... Где год мораш да идеш, иди пешке. Никада се ничим не стидите. Не плашите се непријатности, издржите све. Мислите да трипут џабе каде владици? Не, не без разлога. За његове многобројне трудове и подвиге, за његове исповедне болести и за очување православне вере до смрти.”
Како је владика много проповедао у граду Дмитрову, свакодневно је дирљиво и надахнуто служио литургију. Основао је Братство Животворног Крста Господњег, које је имало за циљ „у молитвеном јединству да црпи духовну снагу за стварање живота по заповестима Господа нашег Исуса Христа – служење Христу и у Христу и ради ближњег Христа“. Много пажње је посветио питањима монашког живота.
12. децембра 1922. године ухапшен је у Москви, прво у Лубјанки, затим у затвору Бутирка, где се тешко разболео. 30. марта 1923. осуђен је на две године изгнанства у зирјански рејон. Прво га је служио у Уст-Сисолску (данас Сиктивкар), а затим у селу Средњи Кољел. У овом изгнанству, као и у другим, непрестано се дописивао са својом паством, дајући им духовна упутства. Као и раније, свакодневно је служио литургију, а током дана се повлачио на молитву у шуму.
Године 1925. вратио се у Москву и такође је живео у Борисоглебском Аносинском скиту. Био је службеник Патријаршијског заменика митрополита Петра (Пољанског). У децембру 1925. године, пре хапшења, митрополит Петар је оставио тестамент којим је епископ Серафим постављен за председника Савета Његовог Високопреосвештенства московских намесника за привремено управљање Московском епархијом. Међутим, ово тело никада није створено.
У лето 1926. године, на захтев ГПУ, био је принуђен да оде у Дивејево, где је служио до 8. септембра 1927. године, када је манастир Дивеево затворен; његове беседе из овог периода забележила је Т. А. Артсибушева и објавила осамдесетих година 20. века. 22. септембра 1927. године ухапшен је и провео је две недеље у затвору. Затим је пуштен и позван у Москву код службеника безбедности Е. А. Тучкова, који је учествовао у борби против цркве. Тучков га је позвао на сарадњу са властима и митрополитом Сергијем (Страгородским), који је до тада већ издао своју Декларацију, пошто су га власти приморале на то уз претње да ће доћи до масовног погубљења свештенства. Одбио је понуду Тучкова и поднео митрополиту Сергију молбу за разрешење, што је и одобрено 1928.
Од октобра 1927. живео је у граду Меленки, Владимирска губернија. Имао је негативан став према деловању митрополита Сергија као заменика Патријарха, али није био део организоване опозиције; припадао такозваним „не-сећањима”. Њему су у Меленки долазили верници из Дмитрова и Москве.
23. априла 1932. године поново је ухапшен и одведен у Москву, где је, као и 1922. године, био прво у Лубјанки, а затим у Бутирки. 7. јула 1932. осуђен је на три године прогонства у Казахстану. Одслужио је изгнанство у Алма-Ати, Гурјеву и Уралску (где се тешко разболео од маларије). Јануара 1935. послат је у Сибир: у Омск, затим у Ишим, где је остао по завршетку изгнанства у мају 1935. године.

## Последње хапшење и стрељање
24. јуна 1937. ухапсили су га официри НКВД (истовремено је у Ишиму ухапшено око 20 људи који су били или су раније били свештеници). Оптужен за учешће у контрареволуционарној организацији свештенства „Истинска православна црква“. Држао се у затворима у Ишиму и Омску. Током три испитивања није признао кривицу на питање о кругу његових познаника, одговорио је: „Не познајем никога међу свештенством у граду Ишиму. Никада никога нисам срео."
Дана 23. августа 1937. „тројка“ Управе НКВД-а за Омску област га је осудила на смрт, наводећи чињеницу да „није прекинуо своје контрареволуционарне активности“ и да је у Ишиму међу верницима „словио за светињу“. Званично је објављено да је осуђен на затворску казну у логору, где је наводно и умро. После епископове смрти, његова духовна деца су писала и сакупљала успомене на његове активности.

## Канонизација
Име епископа Серафима уврштено је у нацрт списка руских новомученика и исповедника у припреми за канонизацију коју је извршила РПЦЗ 1981. године. Међутим, списак новомученика објављен је тек крајем 1990-их.
Дана 31. марта 1999. године, Свети Синод Руске Православне Цркве, саслушавши Извештај председника Синодалне комисије за канонизацију светих о резултатима рада Комисије по питању архијерејске службе и мучеништва г. епископа Серафима у циљу канонизације за новомученике и исповеднике руске за свецрквено поштовање, одлучио је да одобри извештај и изложи материјале, а питање његове канонизације као новомученика за свецрквено поштовање треба да буде поднето на одлука следећег Архијерејског Сабора.
У августу 2000. године, на јубиларном Архијерејском Сабору, канонизован је за новомученика Руског. У јануару 2004. године у центру села Икша код Москве постављен је крст на месту изградње будућег храма Светог великомученика Серафима (Звездинског), Епископа Дмитровског.

## Зборник радова
- Беседе на Божанственој Литургији.
- Анђели.
- Монашки живот како га описује Свети Нил Синајски.
- Страница из живота Чудовског манастира под митрополитом Филаретом.
- Побожне приче о последњим данима земаљског живота и страдањима Господа нашег Исуса Христа.

(Сви ови радови објављени су у публикацијама „Душевно читање” и „Глас Цркве” 1915-1917; поново објављено у књизи: Сви сте у мом срцу. Животопис и духовно наслеђе Светомученика Серафима, Епископа Дмитровског. М., 2001.)
Аутор молитви, укључујући:
- Плач покајања.
- Акатист Господу Исусу Христу Трновом и Крстоносцу (написан у затвору Бутирка).
- Акатист Господу Исусу Христу, Искупитељу и Спаситељу грешних, Најслађем, у налету горких искушења и страсти.
- Канон „Мајко милосрдна, не одбаци, прихвати, опрости, благослови“.
- Канон „Госпођи Пресветој Богородици, певаној у безнађу“.
- Акатист Животворном Крсту.
- Акатист Светој Мироносици Тамари Блаженој.

(Текстови молитава објављени су и у књизи „Сви сте у мом срцу.“)